# Stephania ebracteata
Stephania ebracteata är en tvåhjärtbladig växtart som beskrevs av S.Y. Zhao och H.S. Lo. Stephania ebracteata ingår i släktet Stephania och familjen Menispermaceae. Inga underarter finns listade i Catalogue of Life.